# 제넷 하인

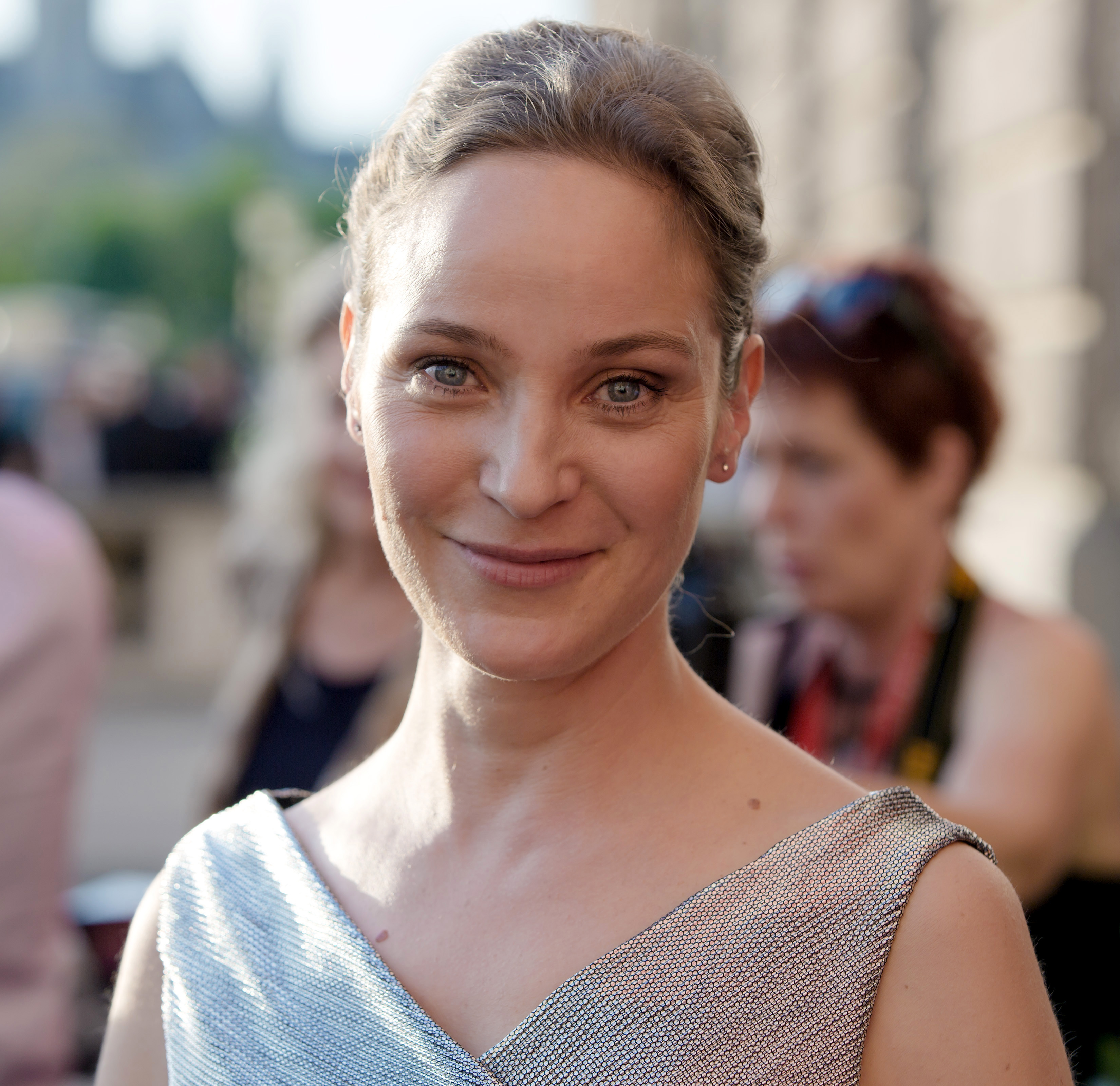

제넷 하인(Jeanette Hain, 1969년 2월 18일 ~ )은 독일의 배우, 영화배우, 각본가이다.
뮌헨에서 태어났다.

## 영화
- 에고 (2018년)
- 돈 빌리브 더 하이프 (2016년)
- 란다우어 (2014년)
- 루겐 (2014년)
- 신경쇠약 직전의 뱀파이어 (2014년)
- 홀로코스트 (2013년)
- 바운더리  맨 (2012년)
- 포비든 걸 (2012년) - 월리스  역
- 언 에너미 투 다이 포 (2012년) - 레니 역
- 비셔스 독스 (2012년)
- 드라이레벤: 돈 팔로우 미 어라운드 (2011년)
- 드라이레벤: 비트 빙 데드 (2011년)
- 파이널 (2011년)
- 트랜스퍼 (2010년)
- 내부고발자 (2010년)
- 폴 다이어리 (2010년) - 밀라누 본 시어링 역
- 영 빅토리아 (2009년) - 바로니스 레젠 역
- 카운테스 (2008년)
- 더 리더: 책 읽어주는 남자 (2008년) - 브리짓 역
- 마녀 비비 (2002년)
- 카피리스탄으로 가는 여행 (2001년)
- 레퀴엠 포 로맨틱 우먼 (1999년)